# Juscle
La Juscle (la Juscla en 1540) est un affluent gauche du gave de Pau, entre las Hies et la Baïse de Lasseube, dans les Pyrénées-Atlantiques.

## Géographie
La Juscle naît au sud de Saint-Faust (Pyrénées-Atlantiques), puis s'écoule globalement vers le nord-ouest en longeant le Gave de Pau et confluer pour partie dans un bras du gave en aval d'Arbus, pour une autre partie en aval de Bésingrand.

## Département et communes traversés
Pyrénées-Atlantiques : Saint-Faust, Aubertin, Artiguelouve, Arbus.